# Guy N'dy Assembé
Guy Roland N'Dy Assembé (Yaoundé, 28 febbraio 1986) è un ex calciatore camerunese, di ruolo portiere.

## Palmarès

### Club

#### Competizioni nazionali
- Coppa di Francia: 1

Guingamp: 2013-2014
- Ligue 2: 1

Nancy: 2015-2016